# Plan vert (invasion de la Tchécoslovaquie)
Seconde Guerre mondiale
Le Plan Vert (allemand : Fall Grün) est un plan d'invasion militaire de la Tchécoslovaquie développé par le Troisième Reich à partir de 1937. Bien que l'Allemagne nazie ait commencé des opérations de déstabilisation du pays-cible, le plan n'est jamais mis en oeuvre, Adolf Hitler ayant obtenu ses revendications territoriales par voie diplomatique lors des accords de Munich en 1938.

## Contexte historique
Dans le cadre de la politique de Lebensraum, l'Allemagne nazie cherche à intégrer à son territoire toutes les zones qu'elle considère germanique ou à population germanique. Outre l'Autriche, la région des Sudètes en Tchécoslovaquie est particulièrement visée car étant peuplée majoritairement d'allemands. Une première version d'un plan d'invasion est conçue par le général Werner von Blomberg en juin 1937 et est plusieurs fois remaniée au gré des changements politiques et militaires,. Une version définitive est établie après l'Anschluss en mars 1938 et prévoit une date d'attaque au plus tard le 1er octobre 1938. La concentration et les mouvements de troupes autour des frontières tchécoslovaques avec l'Allemagne et l'Autriche provoque une réaction de la France et du Royaume-Uni, alliés de la Tchécoslovaquie.
Ces deux pays mènent une politique d'apaisement avec l'Allemagne qui aboutira à la signature des accords de Munich en septembre 1938. Ce dernier, conclu entre l'Allemagne, la France, le Royaume-Uni et l'Italie mais excluant les dirigeants tchécoslovaques, accorde au Troisième Reich l'annexion des Sudètes en échange de la garantie de ne pas envahir le reste du pays. Dès lors, la partie militaire du Plan vert devient inutile. Les fortifications tchécoslovaques construites dans les Sudètes et incluses dans les accords de Munich font désormais partie de l'Allemagne et ne protègent plus le reste de la Tchécoslovaquie. L'affaiblissement de celle-ci conduit le parlement à approuver l'autonomie de la Tchéquie et de la Slovaquie. Cependant, en désaccord avec cette décision, le président Emil Hácha dissout l'assemblée nationale et annule les autonomies prononcées. Mais sous l'influence de l'Allemagne et grâce à l'action de Jozef Tiso, la Slovaquie proclame son indépendance le 14 mars 1939. Le lendemain, en violation des accords de Munich, la Wehrmacht envahi la Tchéquie et le 3e Reich y met en place le Protectorat de Bohême-Moravie. La dislocation de la Tchécoslovaquie s'achève par l'occupation de la Ruthénie par l'Ukraine puis par la Hongrie. Suite au démantèlement du pays et à la violation des accords de Munich, la France et le Royaume-Uni commencent à préparer la mobilisation de leurs troupes, faisant de l'invasion de la Tchécoslovaquie un prélude à la seconde guerre mondiale, celle-ci commençant officiellement six mois plus tard avec l'invasion de la Pologne.

## Plan d'attaque

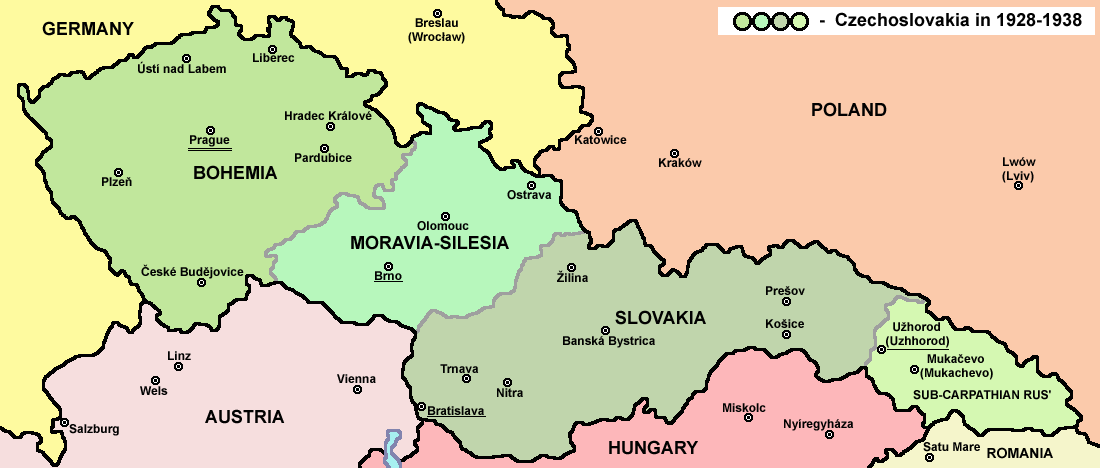
La Tchécoslovaquie de 1928 à 1938.

### Intimidation et pressions politiques
Dans plusieurs discours à thèmes pangermanistes, Adolf Hitler déclare vouloir libérer les allemands des Sudètes de "l'oppression tchécoslovaque". Grâce à l'action du Parti allemand des Sudètes mené par Konrad Henlein, il entreprend de convaincre les alliés que c'est le peuple des Sudètes lui-même qui demande son rattachement à l'Allemagne. Henlein est particulièrement chargée de maintenir une intense pression sur le gouvernement tchécoslovaque en formulant des demandes inacceptables destinées à alimenter les tensions entre les autorités et la population allemande locale. Parallèlement, Hitler encourage Miklós Horthy, dirigeant de la Hongrie, à intensifier ses revendications territoriales sur la Slovaquie.

### Plan militaire
À l'instar de l'opération Himmler qui sera mise en œuvre en août 1939 pour justifier l'invasion de la Pologne, un incident sous fausse bannière était prévu afin de fournir un prétexte à l'entrée des troupes allemandes. Le Plan Vert envisage déjà une utilisation de la Blitzkrieg en privilégiant l'action rapide, l'effet de surprise et la coordination des troupes au sol avec l'aviation. Censée être menée par cinq armées (2. Armee, 8. Armee, 10. Armee, 12. Armee et 14. Armee encore non mobilisées au moment de la conception du plan) regroupées le long des frontières occidentales tchécoslovaques, l'attaque prévoyait un axe principal de progression d'Ouest en Est en Bohême en direction de Plzeň et de Prague. Dans le même temps, un mouvement de tenaille serait effectué en Moravie avec des troupes progressant du Nord au Sud vers Olomouc et du Sud au Nord vers Brno. Ce mouvement était destiné à anéantir les troupes qui se replieraient vers la Slovaquie.